# Piero Campelli
Piero Campelli (20. prosinec 1893, Milán, Italské království – 20. říjen 1946, Milán, Itálie) byl italský fotbalový brankář. Vlastnil více než sto let rekord. Jednalo se o nejmladšího brankáře, který debutoval v reprezentaci (rekord v roce 2016 překonal Gianluigi Donnarumma).
Do klubu Interu přišel ve velmi mladém věku. Debut si odbyl 30. ledna 1910 při vítězství 7:2 nad US Milanese. V Interu zůstal po celou svou kariéru, v sezonách 1909/10, 1919/20 získal ligové tituly. Do důchodu odešel v roce 1925.
Byl považován za prvního brankáře, který se kdy pustil do technického gesta sevření míče, takže jej raději chytal než vyrážel, jak to bylo zvykem.
Za reprezentaci odchytal 11 utkání. První utkání bylo 29. června 1912 proti Finsku (2:3) na OH.  Prezentoval svou zemi na dvou OH (1912, 1920).

## Hráčská statistika
| Sezóna  | Klub   | Liga      | Liga   | Liga | Ligové poháry | Ligové poháry | Ligové poháry | Kontinentální poháry | Kontinentální poháry | Kontinentální poháry | Celkem | Celkem |
| Sezóna  | Klub   | Soutěž    | Zápasy | Góly | Soutěž        | Zápasy        | Góly          | Soutěž               | Zápasy               | Góly                 | Zápasy | Góly   |
| ------- | ------ | --------- | ------ | ---- | ------------- | ------------- | ------------- | -------------------- | -------------------- | -------------------- | ------ | ------ |
| 1909/10 | Inter  | 1. divize | 8      | -?   | -             | 0             | 0             | -                    | 0                    | 0                    | 8      | -?     |
| 1910/11 | Inter  | 1. divize | 16     | -?   | -             | 0             | 0             | -                    | 0                    | 0                    | 16     | -?     |
| 1911/12 | Inter  | 1. divize | 18     | -?   | -             | 0             | 0             | -                    | 0                    | 0                    | 18     | -?     |
| 1912/13 | Inter  | 1. divize | 10     | -?   | -             | 0             | 0             | -                    | 0                    | 0                    | 10     | -?     |
| 1913/14 | Inter  | 1. divize | 25     | -?   | -             | 0             | 0             | -                    | 0                    | 0                    | 25     | -?     |
| 1914/15 | Inter  | 1. divize | 14     | -?   | -             | 0             | 0             | -                    | 0                    | 0                    | 14     | -?     |
| 1919/20 | Inter  | 1. divize | 15     | -?   | -             | 0             | 0             | -                    | 0                    | 0                    | 15     | -?     |
| 1920/21 | Inter  | 1. divize | 19     | -?   | -             | 0             | 0             | -                    | 0                    | 0                    | 19     | -?     |
| 1921/22 | Inter  | 1. divize | 8      | -24  | -             | 0             | 0             | -                    | 0                    | 0                    | 10     | -24    |
| 1922/23 | Inter  | 1. divize | 16     | -28  | -             | 0             | 0             | -                    | 0                    | 0                    | 16     | -28    |
| 1923/24 | Inter  | 1. divize | 22     | -25  | -             | 0             | 0             | -                    | 0                    | 0                    | 22     | -25    |
| 1924/25 | Inter  | 1. divize | 6      | -13  | -             | 0             | 0             | -                    | 0                    | 0                    | 6      | -13    |
| Celkem  | Celkem | Celkem    | 177    | -90+ | -             | 0             | -0            | -                    | 0                    | -0                   | 177    | -90+   |

## Hráčské úspěchy

### Klubové
- 2× vítěz italské ligy (1909/10, 1919/20)

### Reprezentační
- 2x na OH (1912, 1920)